# Fornelli
Fornelli – miejscowość i gmina we Włoszech, w regionie Molise, w prowincji Isernia.
Według danych na rok 2004 gminę zamieszkiwały 1982 osoby, 86,2 os./km².